# Reveln
Reveln, ook wel Rutviksreveln, is een dorp (småort) binnen de Zweedse gemeente Luleå. Het ligt aan de Haparandaweg (oude rijksweg 13) tussen Rutvik en Luleå. De rivier Holmsundet stroomt oostelijk van het dorp de Sellingssundet in.
Opmerking: Reveln is ook de oude Zweedse naam voor Tallinn, de hoofdstad van Estland.
Bestuurscentrum: Luleå (Tätort)
Tätort: Alvik · Antnäs · Bälinge · Bensbyn · Bergnäset · Brändön · Ersnäs · Gammelstad · Jämtön · Kallax · Karlsvik · Klöverträsk · Måttsund · Persön · Råneå · Rutvik · Södra Sunderbyn
Småort: Ale · Ängesbyn · Avan · Björknäs en Harrviken · Björsbyn · Böle · Börjelslandet · Brännan · Bränslan · Fällträsk · Gäddvik · Hagaviken · Midbyn · Mörön · Niemisel · Norra Gäddvik · Örarna · Reveln · Smedsbyn · Södra Prästholm · Sundom · Vitå
Overig: Alhamn · Skäret · Niemiholm